# Моє дівчисько
Моє дівчисько (англ. My Sassy Girl) — комедійний фільм Янна Самюеля 2008 року.

## Сюжет
Чарлі (Джессі Бредфорд) — молодий і сором'язливий студент коледжу, який ніколи ні в кого не був закоханий. Його життя різко змінюється, коли він допомагає красивій дівчині Джордан (Еліша Катберт) вибратися з важкого душевного стану. На вдячність Джордан наважується на заручини з Чарлі, який у свою чергу навіть ще й не уявляє, скільки випробувань він має пройти, щоб здобути серце цієї непростої молодої особи.

## Сприйняття
Фільм отримав переважно негативні відгуки: на Rotten Tomatoes четверо оглядачів дали оцінку 0 %, а від більш ніж 5 000 глядачів фільм отримав 50 %.